# 平柳育郎
平柳 育郎（ひらやなぎ いくろう、1922年（大正11年）5月23日 - 1944年（昭和19年）1月4日）は、日本の海軍軍人。海兵70期首席。最終階級は海軍大尉。

## 経歴
歩兵第58聯隊大隊長（1920年〈大正9年〉8月10日 -1922年〈大正11年〉3月31日）から東京の陸軍兵器本廠廠員（1922年〈大正11年〉4月1日-1923年〈大正12年〉3月16日）に転属となった福井県士族・陸軍歩兵少佐の平柳竹志（陸士14期）の三男として生まれる。
父・竹志は育郎が生まれた翌年の1923年（大正12年）3月17日に陸軍歩兵中佐に昇進と同時に待命を命じられ、同年3月31日を以て陸軍軍備縮小の影響で予備役編入、退職。その後は埼玉県浦和市に平柳家の居住の地を移した。浦和市は首都に近く、学校も多く勉学の環境も整っており、人情も素朴で子女の教育に良いという判断から、ここに定住することになった。当初は仮住まいだったが、1924年（大正13年）12月13日に新築の家屋が完成したので、翌日に引っ越す。1931年（昭和6年）12月に浦和市本太に増築。再度引っ越す。そして、父・竹志の逝去をきっかけとして1937年（昭和12年）に浦和市仲町へ移転。戦後、母・錫生が生活苦から家屋を手放すまで仲町に居を定めた。
上記の経緯から浦和で育つことになった平柳は埼玉師範附属小学校、浦和中学校を経て、1938年（昭和13年）12月に海軍兵学校に5番/432名の成績で入校する。兵学校在校中の1941年（昭和16年）元旦午前9時、四方拝の式（拝賀式）に参列するために母校を訪れた際に請われて演壇に立ち「諸君は徒に軍人に憧れてはいけない。軍人は一部の者だけが使命とすればそれでいい。我々は海に出て戦うことになるが、諸君は各々の志を貫いて欲しい」と説いた。
平柳は入校後、常に首席で通して太平洋戦争開戦直前の1941年（昭和16年）11月15日に卒業、その際、昭和天皇の名代である海軍中佐・高松宮宣仁親王（52期）に進講した（第70期）。当時の記録映像が「勝利の基礎」におさめられている。この中で、平柳が「恩賜の短剣」を拝受する姿を見ることができる。
在校中、ずっと平柳の分隊幹事を務めた亀田寛見（のち大佐、48期）によると、「生徒は入校する時に出身中学校の内申書が提出されるが、平柳の内申書は素晴らしいもので、最上級の言葉をもって称賛されていた。たしか、浦和中学はじまって以来の秀才とも書いてあった」という。また、あるとき兵学校の教官たちの間で、平柳の話がでた際には「平柳がもし孔子の弟子であったとしたら、さしづめ彼は顔回（孔門十哲の首位）に匹敵するだろう」と言って、皆一様に称賛したという。
海兵生徒が日曜日に外出して利用する倶楽部の職員であった橋中静枝は「私の自慢は、1941年（昭和16年）の卒業生で開校以来の秀才、平柳育郎生徒をお世話したことです」と言ったという。彼女の長男も海兵58期出身の海軍士官である。

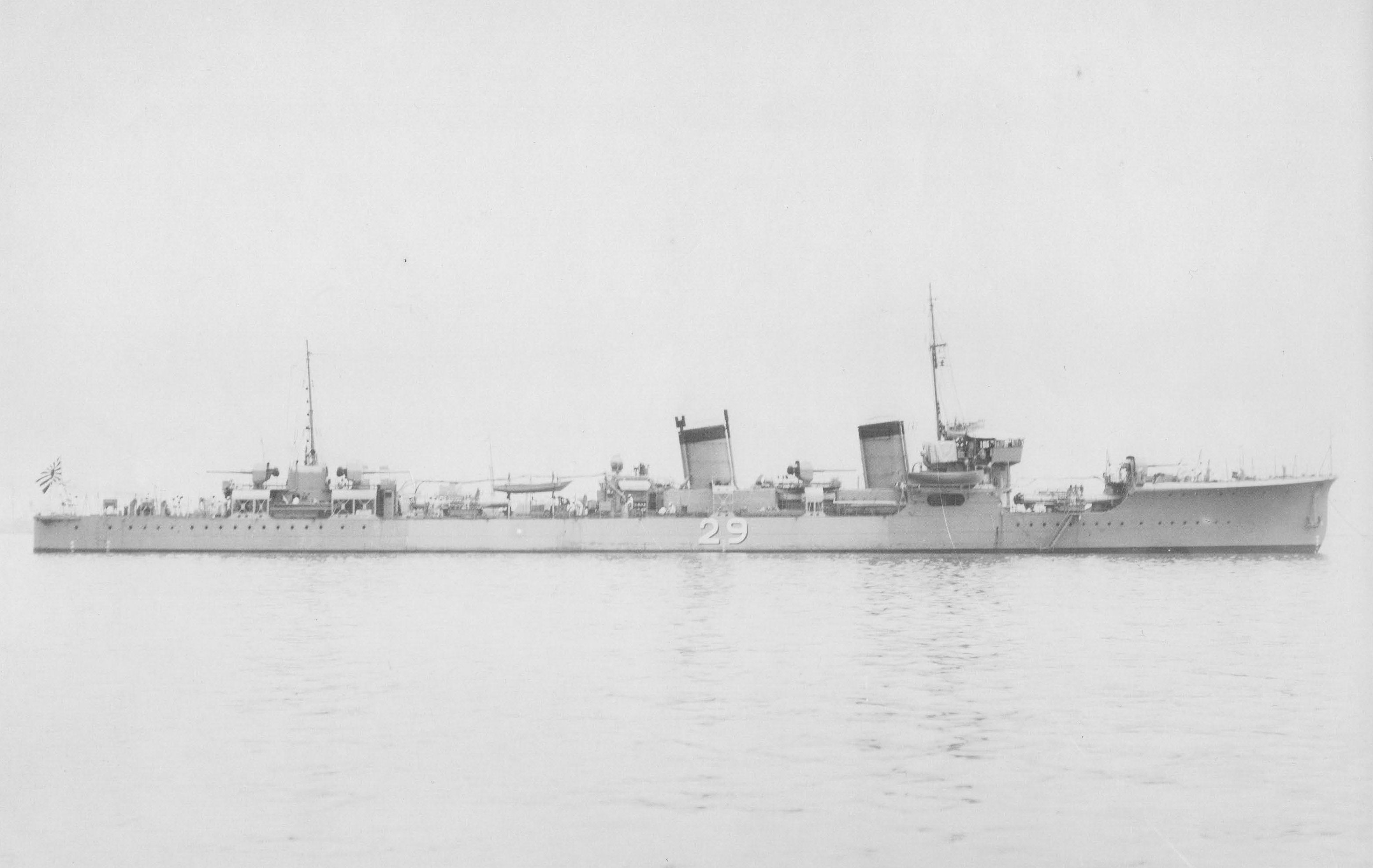
駆逐艦「文月」

卒業後は、1941年（昭和16年）11月15日 - 11月30日までの半月間を戦艦「長門」で過ごし、1941年（昭和16年）12月1日以降、戦艦「大和」乗組員となり、砲術士兼衛兵副司令を勤め、さらに、連合艦隊司令長官山本五十六乗艦後は山本長官艇のチャージ（艇指揮）を任された。
1942年（昭和17年）6月1日、海軍少尉に任官。翌1943年（昭和18年）1月15日以降、重巡洋艦「愛宕」に乗り組み、甲板士官を拝命する。1943年（昭和18年）6月1日、海軍中尉に進級。同年8月10日に第22駆逐隊に所属する駆逐艦「文月」の砲術長に就任する。
平柳が戦死した当日の戦闘は、「文月」駆逐艦長だった長倉義春中佐（60期）の回想（要約）によると、
とある。
平柳が海兵生徒時代の海軍兵学校長であり、1944年（昭和19年）当時にはラバウルに司令部を置く南東方面艦隊司令長官だった草鹿任一中将（37期）は、平柳遭難の報を聞くや病院にかけつけている。平柳は息をひきとり火葬場につれていかれるところだった。草鹿は「彼れ70期の首席として晴れの卒業式の光景なお記憶に新たなり」と回想して涙したという。1944年（昭和19年)4月7日、浦和駅西口にラバウルで火葬された遺骨が到着し、母・錫生が遺骨を受け取り、帰路についた。
なお、平柳家は父が陸軍を去って後に郵便局長（1930年〈昭和5年〉9月1日〜1937年〈昭和12年〉）を務めたが1937年〈昭和12年〉5月に既に他界、母と女1人、男4人の兄弟であった。育郎戦死の前後に姉兄弟たちが立て続けに他界し、終戦時には母一人だけとなっていた。四男の芳郎も陸軍航空士官学校57期生となり、1944年（昭和19年）9月時点では教導飛行師団司令部附・少尉となっているが、後に戦死している（第60振武隊長として都城東から出撃、1945年〈昭和20年〉5月4日戦死）